# Andrei Txmil
Andrei Anatólievitx Txmil (en alfabet ciríl·lic Андрей Анатольевич Чмиль), sovint transcrit Andreï Tchmil o Andrei Chmil, va néixer el 22 de gener de 1963 a Khabàrovsk, a la part est de la Sibèria russa. Es mudà a Ucraïna amb la seva família de ben petit i començà la seva trajectòria ciclista a Moldàvia; d'aquí ve el seu ball de nacionalitats.
Fou ciclista professional durant 15 anys, en els quals es va destapar com un molt bon rodador amb punta de velocitat i voluntat per a passar pujades, el que el feu ideal per a les proves d'un dia. En el seu palmarès hi destaquen tres dels cinc Monuments del ciclisme: la París-Roubaix, l'any 1994, la Milà-San Remo, l'any 1999 i el Tour de Flandes, l'any 2000.
Gràcies a aquestes característiques i la constància, es va emportar la Copa del Món de ciclisme el 1999.
Va córrer el Mundial amb quatre seleccions diferents: Unió Soviètica, Moldàvia, Ucraïna i Bèlgica, després de la seva nacionalització.
Després de ser ministre d'esports al govern moldau, va començar a la direcció l'any 2009 amb l'equip rus Katiúixa.

## Palmarès
- 1991
  -  Campió de la Unió Soviètica en ruta
  - 1r al Gran Premi Pino Cerami
  - 1r a la París-Bourges
- 1994
  - 1r a la E3 Harelbeke
  - 1r a la París-Roubaix
  - 1r al Gran Premi de Plouay
  - Vencedor d'una etapa a la Volta a Burgos
  - Vencedor d'una etapa a la Volta a Gran Bretanya
- 1995
  - 1r a la París-Camembert
  - 1r al Tour del Llemosí i vencedor d'una etapa
  - 1r al Stadsprijs Geraardsbergen
  - Vencedor d'una etapa a la Critèrium del Dauphiné Libéré
  - Vencedor d'una etapa a la Volta a Burgos
- 1996
  - 1r al Veenendaal-Veenendaal
  - Vencedor d'una etapa a la París-Niça
  - Vencedor d'una etapa als Tres dies de De Panne
  - Vencedor d'una etapa a la Volta a Luxemburg
  - Vencedor de 2 etapes a la Volta a Galícia
- 1997
  - 1r a A través de Bèlgica
  - 1r al Memorial Rik van Steenbergen
  - 1r a la Druivenkoers Overijse
  - 1r a la París-Tours
- 1998
  - 1r al Trofeu Luis Puig
  - 1r a la Kuurne-Brussel·les-Kuurne
  - Vencedor de 2 etapes a la París-Niça
  - Vencedor d'una etapa a la Volta a Burgos
- 1999
  -  Campió del Món de ciclisme
  - Vencedor d'una etapa a la París-Niça
  - 1r a la Milà-Sanremo
  - Vencedor d'una etapa al Tour de la Regió Valona
- 2000
  - 1r a la Kuurne-Brussel·les-Kuurne
  - 1r al Tour de Flandes
  - Vencedor d'una etapa a la Volta a Burgos
  - 1r a la Coppa Sabatini
- 2001
  - 1r al Gran Premi Bruno Beghelli
  - 1r a la E3 Harelbeke
- 2002
  - Vencedor d'una etapa a la Volta a Bèlgica

### Resultats al Giro d'Itàlia
- 1989. 93è de la classificació general
- 1990. 97è de la classificació general
- 1993. 101è de la classificació general

### Resultats al Tour de França
- 1994. No surt (20a etapa)
- 1995. 71è de la classificació general
- 1996. 77è de la classificació general
- 1997. Fora de control (14a etapa)
- 1998. No surt (16a etapa)

### Resultats a la Volta a Espanya
- 1990. 106è de la classificació general
- 1998. Abandona (20a etapa)
- 1999. Abandona (5a etapa)